# システムサポート
株式会社システムサポート（英称：System Support Inc.）は、石川県金沢市に本社を置くシステムインテグレータ。
親会社を持たない独立系である。
本稿では、持株会社である株式会社システムサポートホールディングス（System Support Holdings Inc.）についても記述する。

## 沿革
- 1980年：石川県金沢市に設立
- 1984年：名古屋営業所開設
- 1987年：東京営業所開設
- 1990年：本社ビルを現在地に設立
- 1999年：北陸支店を開設
東京営業所、名古屋営業所を支店とする
- 2000年：株式会社イーネットソリューションズを出資設立
- 2001年：金沢テストセンター開設
- 2002年：ソリューション事業部開設
- 2003年：コンサルティング事業部開設
- 2004年：大阪支店を開設
- 2006年：名古屋テストセンター開設
- 2007年：日本オラクル社のNew Technology Integratorsの20社に選定される
日本オラクル社のPartner Award 2007にて『MP of The Year』を受賞
ORACLEテクニカル事業部、Ｎプロジェクト推進グループ、ICT事業部を開設
- 2008年：日本オラクル社のPartner Award 2008にて『NTI of The Year』を受賞
本社、ICT事業部、ソリューション事業部を現在地に移転
- 2009年：株式会社STSメディックを出資設立
東京支社にインフラソリューション事業部を開設
プロダクトサービス事業部、ORACLE事業推進本部を開設
- 2010年：株式会社T4Cがグループ会社となる
東京支社にビジネスコミュニケーション事業部、ITソリューション部を開設。大阪支店増床により新大阪に移転
ISO/IEC27001(ISMS)認証を取得［本社、大阪支店］
- 2011年：SAP社とサービスパートナーを締結
日本オラクル社のOracle Award 2011にて『Specialization Award 推進賞』を受賞
名古屋支店岐阜開発センター開設、北陸支店を本社所在地へ移転
東京支社にインダストリー・ソリューション事業部を開設
- 2012年：株式会社アクロスソリューションズがグループ会社となる
東京支社にビジネスシステムソリューション部、経営管理課、総務課、人材開発課、情報推進室、ビジネス推進室を開設
北陸支社を開設し北陸地区組織体制を強化、北陸支社にソフトウェアデベロップメント事業部、ビジネス企画部を開設

- 2013年：システムサービス事業部、BI事業部、海外事業戦略室を開設
米国カリフォルニア州にSTS Innovation, Inc.を出資設立
全社にてISO/IEC27001(ISMS)認証を取得
- 2014年：STS Innovation, Inc. の100%出資子会社として米国カリフォルニア州にFrontLine International, Inc. を設立
- 2015年：カナダ バンクーバーにSTS Innovation Canada Inc. を出資設立
監査等委員会設置会社へ移行
- 2018年：8月2日に東京証券取引所マザーズ市場へ上場[4]。
- 2019年：8月5日に東京証券取引所第一部へ市場変更[5]。
- 2025年：持株会社制に移行。株式会社システムサポートは株式会社システムサポートホールディングスに商号変更。事業は株式会社システムサポート分割準備会社から商号変更された株式会社システムサポート（2代）が継承[2]。